# Tareq Khattab
Tareq Ziad Jabr Khattab (6 de março de 1992) é um futebolista profissional jordaniano que atua como defensor.

## Carreira
Tareq Khattab representou a Seleção Jordaniana de Futebol na Copa da Ásia de 2015.